# Neochauliodes moriutii
Neochauliodes moriutii là một loài côn trùng trong họ Corydalidae thuộc bộ Megaloptera. Loài này được Asahina miêu tả năm 1988.